# 막스 로렌츠
막스 로렌츠(독일어: Max Lorenz, 1939년 8월 19일, 브레멘 ~)는 독일의 전직 축구 선수로, 현역 시절 미드필더로 활약했다. 그는 현역 시절 대부분을 베르더 브레멘에서 활약하며 9년 동안 250번이 넘는 리그 경기에 출전했고, 1964-65 시즌에 분데스리가를 우승했다. 그는 브라운슈바이크에서도 3년을 보냈다. 그는 국제 무대에서 서독 국가대표팀 경기에 19번 출전했다.

## 클럽 경력
로렌츠는 브레멘 출신이다. 그는 서독 1부 리그 경기에 250번 출전했다.

## 국가대표팀 경력
로렌츠는 서독 국가대표팀 일원으로 1970년 월드컵에 참가했다. 그는 1966년 월드컵에도 서독 선수단 일원으로 참가했지만, 한 경기도 출전하지 못했다. 그는 1965년부터 1970년까지 서독 국가대표팀 경기에 19번 출전했다.

## 수상
베르더 브레멘
- 분데스리가: 1964–65[4]
- DFB-포칼: 1960–61[4]